# Filmfare Critic's Award du meilleur acteur
Le Filmfare Critic's Award du meilleur acteur (Filmfare Critics Award for Best Actor) est une récompense remise à la critique du meilleur acteur indien de l'année par le magazine Filmfare, lors de la cérémonie annuelle des Filmfare Awards, depuis 1998. 
- Le premier lauréat fut Anil Kapoor pour le film Virasat

## Liste des lauréats

### Années 1990
- 1991 : Anupam Kher – Daddy

- 1992 - Pas d'attribution

- 1993 - Pas d'attribution

- 1994 : Shahrukh Khan – Kabhi Haan Kabhi Naa

- 1995 - Pas d'attribution

- 1996 - Pas d'attribution

- 1997 - Pas d'attribution

- 1998 : Anil Kapoor - Virasat

- 1999 : Manoj Bajpayee - Satya

### Années 2000
- 2000 : Manoj Bajpayee - Shool

- 2001 : Shahrukh Khan - Mohabbatein

- 2002 : Amitabh Bachchan - Aks

- 2003 : Ajay Devgan - Company/The Legend of Bhagat Singh

- 2004 : Hrithik Roshan - Koi... Mil Gaya

- 2005 : Pankaj Kapur - Maqbool

- 2006 : Amitabh Bachchan - Black

- 2007 : Aamir Khan - Rang De Basanti

- 2008 : Darsheel Safary - Taare Zameen Par

- 2009 : Manjot Singh - Oye Lucky! Lucky Oye!

### Années 2010
- 2010 : Ranbir Kapoor - Wake Up Sid/Ajab Prem Ki Ghazab Kahani/Rocket Singh: Salesman of the Year

- 2011 : Rishi Kapoor - Do Dooni Chaar

- 2012 : Ranbir Kapoor - Rockstar

- 2013 : Irfan Khan – Paan Singh Tomar

- 2014 : Rajkummar Rao – Shahid

- 2015 : Sanjay Mishra – Ankhon Dekhi

- 2016 : Amitabh Bachchan – Piku